# Johannes Coenradus Ninaber
Johannes Coenradus Ninaber (Deventer, 3.12.1779 – Vlissingen, 1848) was een Nederlands officier der Genie en ridder in de Militaire Willems-Orde (20 juni 1819). 

Ninaber diende in 1802 het Bataafs Gemenebest. In 1810 was hij kapitein in het leger van Lodewijk Napoleon Bonaparte. Tot 1814 bezat hij dezelfde rang in het Franse leger. Daarna ging hij over in Nederlandse dienst en werd hij in november 1843 als kolonel-ingenieur, directeur van de 2e directie van fortificatiën gepensioneerd (met de b.d. rang van generaal-majoor). Tussen 1819 en 1835 ontwierp hij enkele Nederlandse vestingwerken.